# Laguna Cayur
A  Laguna Cayur é um lago localizado na Guatemala. Localiza-se no departamento de Chiquimula, Município de Olopa.